# Emesis lucinda
Emesis lucinda är en fjärilsart som beskrevs av Pieter Cramer 1775. Emesis lucinda ingår i släktet Emesis och familjen Riodinidae. Inga underarter finns listade i Catalogue of Life.

## Bildgalleri

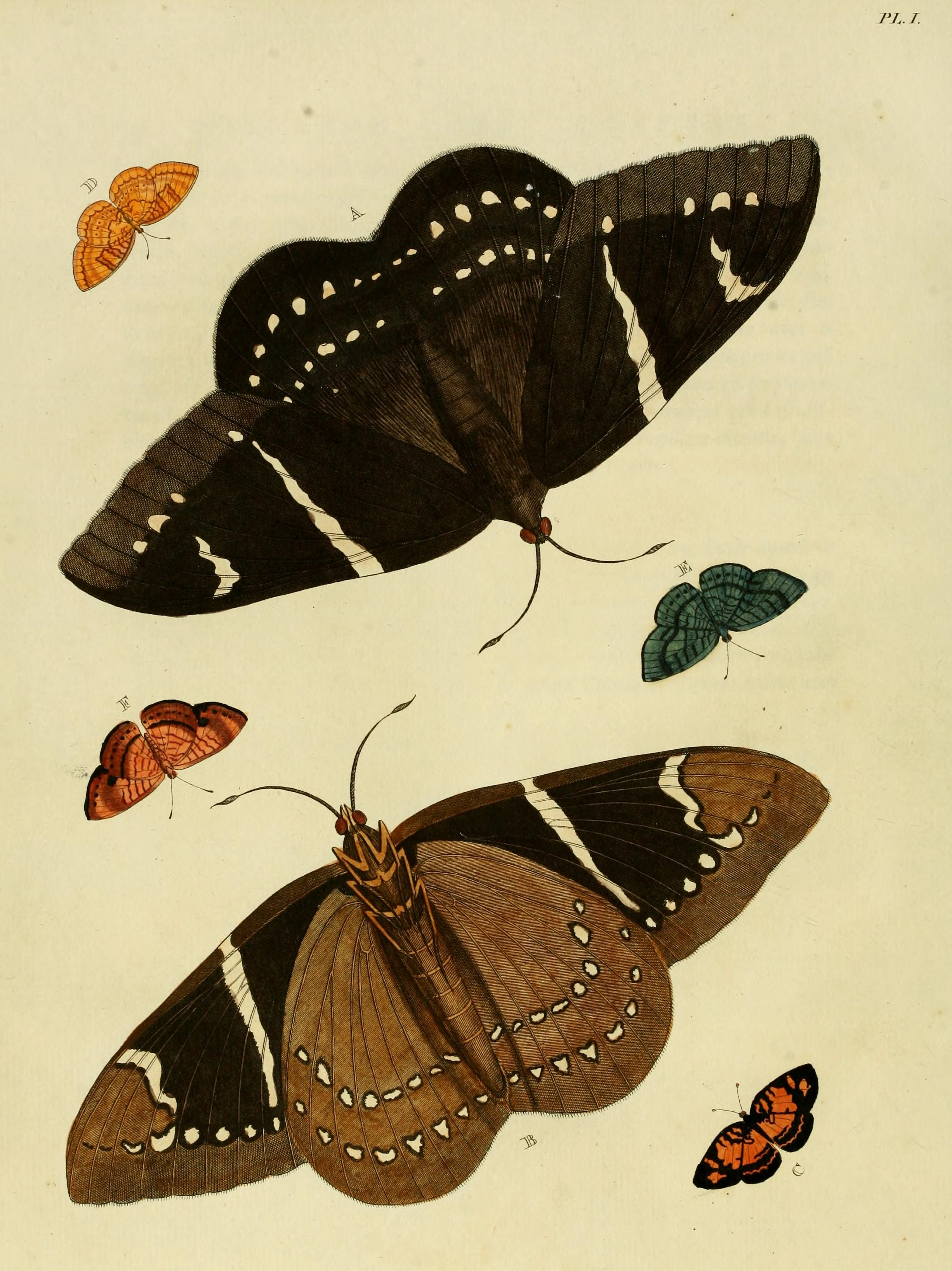
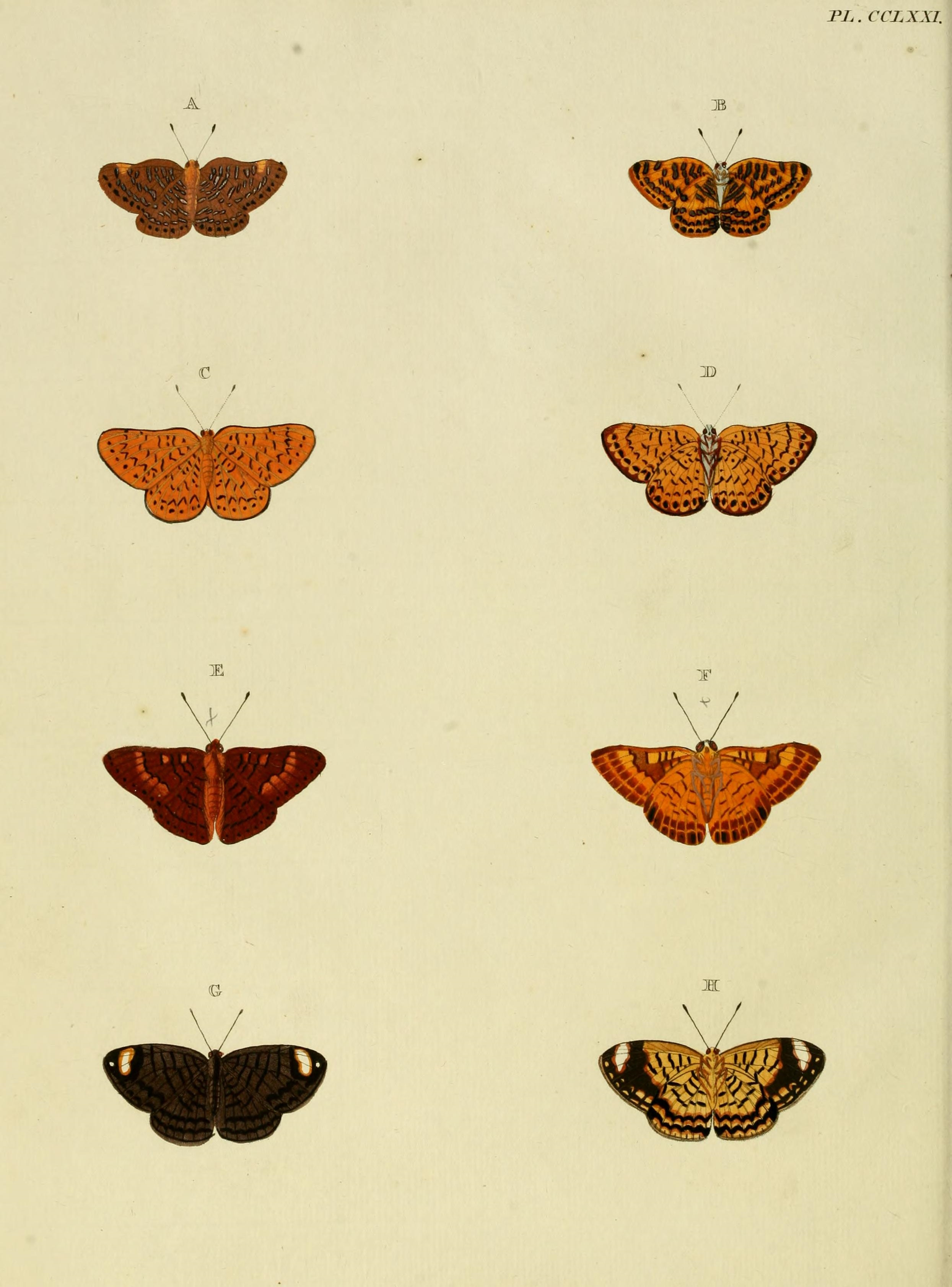